# Cyclopharynx
Cyclopharynx – rodzaj słodkowodnych ryb okoniokształtnych z rodziny pielęgnicowatych (Cichlidae).

## Występowanie
Afryka – południowo-wschodnia część dorzecza Konga.

## Klasyfikacja
Gatunki zaliczane do tego rodzaju:
- Cyclopharynx fwae
- Cyclopharynx schwetzi

Gatunkiem typowym jest Cyclopharynx fwae.